# Banque nationale de crédit (France)
Ne doit pas être confondu avec la banque haïtienne Banque nationale de crédit
Pour les articles homonymes, voir BNC.
La Banque nationale de Crédit (BNC), une des banques ancêtres du groupe BNP Paribas, est créée en 1913 pour reprendre l'activité du réseau français du Comptoir d'escompte de Mulhouse (CEM), alors en territoire allemand.

## Histoire

### L'héritage du Comptoir d'escompte de Mulhouse
La BNC est créée officiellement le 25 juin 1913, à la tête d'un capital de 100 millions de francs, et prend possession du réseau français du Comptoir national d'escompte de Mulhouse (CEM) le 1er juillet 1913.
Elle est présidée par Georges Cochery, ancien ministre des Finances, et dirigée par Eugène Raval, également administrateur, qui prend la succession de Cochery à sa mort, en août 1914. Au conseil d'administration figurent également des transfuges du CEM, Gustave Favre, Arnold Seyrig et Léon Dardel, mais aussi Jules Siegfried, ancien ministre du Commerce, René Boudon et Charles du Peloux, le président et directeur de la Banque française pour le commerce et l'industrie (BFCI, alias Banque Rouvier).

### Une croissance rapide...
Entre 1913 et 1920, la BNC se lance dans une politique de croissance aussi bien interne qu'externe. Elle ouvre dès 1913 de nouvelles agences dans le Nord et dans le Languedoc, absorbant une trentaine d'établissements locaux et régionaux, tels la Banque du Midi, le Crédit du Centre, le Crédit du Sud-Ouest, la Banque de Nancy ou la Banque de Metz. En 1922, elle ne compte pas moins de 442 agences, dont 188 succursales. Les opérations d'escompte constituent la moitié de ses opérations et la banque contribue activement au financement des dépenses publiques, en particulier dans le cadre de l'effort de guerre. La BNC sera par ailleurs la seule banque française à renoncer à utiliser le moratoire d'Etat en 1914 gelant les dépôts et les dettes. Cette initiative lui attire les faveurs du public et pendant la croissance des années 1920, grâce à cette confiance qu'elle a su conquérir, elle va largement profiter de l'afflux des épargnes des particuliers et des entreprises. De 1913 à 1930, elle multiplie par huit le nombre de ses guichets (751 en 1930, dont près de 400 permanents).
Elle fusionne le 1er septembre 1922 avec la BFCI, la BNC apportant son réseau de collecte et la BFCI apportant son portefeuille d'affaires. Cette fusion lui permet d'asseoir sa place dans le monde des affaires. En effet, la plupart des anciens dirigeants de la BFCI interviennent au sein du conseil d'administration, comme René Boudon, qui devient président de la BNC à la suite d'Eugène Raval, Maurice Devies, Maurice Lépine, Henri Bousquet. D'autres hommes d'influence entrent au conseil de la BNC, comme Pierre Richemond, venu de la métallurgie et drainant derrière lui un réseau de 80 industriels du secteur (Renault, Fives-Lille, Peugeot, Lorraine-Dietrich), ou encore André Vincent, ancien des Forges et aciéries de Firminy et du Comptoir Lyon-Alemand (le transporteur de métaux le plus important de France) qui entre au comité de direction en 1919 pour accéder à sa présidence en 1927.
Ainsi s'instaure un partenariat avec nombre d'industries françaises. Outre les clients fidèles (les Tréfileries et Laminoirs du Havre, dont la relation remonte à la Banque internationale de Paris en 1900-1903, ou encore la SACM) la banque accompagne ses nouvelles relations : le groupe de Marcel Boussac dont elle devient un des banquiers principaux, Citroën, Péchiney, Thomson-Houston.
La BNC accorde à sa clientèle d'entreprises des découverts et facilités de caisse pour 3 à 6 mois renouvelables et consent des crédits plus longs (4 à 12 mois), reposant sur des garanties. Cette façon nouvelle de procéder immobilise une fraction notable de ses disponibilités.
A l'étranger, elle ouvre un bureau à Londres en 1928, qui lui permet épauler la SCOA (Société commerciale de l'Ouest africain) dans ses échanges entre la Grande-Bretagne, la France et l'Afrique noire francophone et anglophone. En 1929, elle participe avec ses consœurs à la création de la Banque française d'acceptation. Grâce notamment aux relations tissées par la BFCI qui avait créé en 1921 la Banque française des pays d'Orient, elle déploie également ses activités en Europe Orientale dans le financement des exportations turques et grecques vers l'Europe.
La BNC devient ainsi la quatrième banque de dépôt française derrière le Crédit lyonnais, la Société générale et le Comptoir national d'escompte de Paris (CNEP).

### ... mais qui ne la protège pas des effets de la crise et de la liquidation
La BNC a très tôt soutenu les industries « nouvelles » dès les années 1920, dans les domaines de l'aéronautique (Société Générale d'Aéronautique - SGA) ou du cinéma (Société Gaumont-Franco-Films-Aubert) entre autres. Comme nombre d'autres entreprises et secteurs, ces sociétés sont touchées de plein fouet par la crise et sont ruinées au début des années 1930.
Ainsi, après être devenue une banque prospère et avoir absorbé de Comptoir d'escompte de Mulhouse (CEM) en 1930, elle sombre dans la crise des années 1930, entraînée dans la chute par son principal actionnaire, le groupe de l'industriel André Vincent, devenu président de la BNC en 1927, mais aussi actionnaire et client prépondérant de la BNC.
En tant que président, André Vincent prend le contrôle de l'établissement financier. En trois ans, la banque se trouve réduite à la simple dépendance d'un groupe industriel qu'elle alimente en crédits : alors qu'elle continue à mener ses affaires courantes de banque de dépôts, une équipe de financiers met une large partie de ses ressources au profit du groupe Vincent. Mais à la suite de la crise de 1929, la conjoncture internationale se retourne dès 1930 et le groupe Vincent est confronté à une crise de trésorerie structurelle : en 1932, parmi les 35 plus gros comptes débiteurs de la BNC, 15 sont détenus par des sociétés rattachées au groupe Vincent.
C'est en 1931 que la confiance s'érode, le cours des actions de la banque s'effondre, la ruée vers les guichets pour retirer ses dépôts s'accélère et l'État décide d'intervenir pour constituer un fonds de garantie, liquider la BNC et la reconstituer sur des bases saines le 12 janvier 1932.
À la suite de la décision prise le 26 février 1932 en assemblée générale extraordinaire sous les auspices des autorités politiques et des institutions consulaires, sur les décombres de la BNC est constitué un nouvel établissement le 18 avril 1932, la Banque nationale pour le commerce et l'industrie (BNCI). La liquidation de la BNC, quant à elle, va s'étaler sur 30 ans !
Tout ce qui a pu être préservé - le Siège, les guichets, le personnel, les actifs disponibles, le solde des dépôts - est transmis à la nouvelle institution. Reste à recouvrir les créances immobilisées, en premier lieu l'argent avancé par le Trésor, la Caisse des dépôts et consignations ainsi que la Banque de France.
C'est en 1962 que le ministre des Finances, Valéry Giscard d'Estaing, signe la fin de la liquidation de la BNC : en soldant durant 30 ans les mauvaises créances, dont certaines ont repris de la valeur, la liquidation a été finalement bénéficiaire.

## Présidents
- Georges Cochery
- Eugène Raval
- Maurice Devies
- André Vincent : 1927-1949

### Sources
- Hubert Bonin,La Banque nationale de crédit: histoire de la quatrième banque de dépôts française en 1913-1932, 2002

## Liens connexes
- BNP Paribas
- Comptoir national d'escompte de Mulhouse (CNEM)